# Tres Lomas
Tres Lomas är en ort i Argentina. Den ligger i provinsen Buenos Aires, i den centrala delen av landet, 400 km väster om huvudstaden Buenos Aires. Den är huvudort för ett distrikt (partido) med samma namn, och folkmängden uppgick till cirka 8 000 invånare vid folkräkningen 2010.